# Communauté de communes Val-de-Cher-Controis
La communauté de communes Val-de-Cher-Controis est une communauté de communes française, située dans le département de Loir-et-Cher.

## Géographie

### Géographie physique
Située au sud du département de Loir-et-Cher, la communauté de communes Val-de-Cher-Controis regroupe 33 communes et présente une superficie de 807,2 km2.

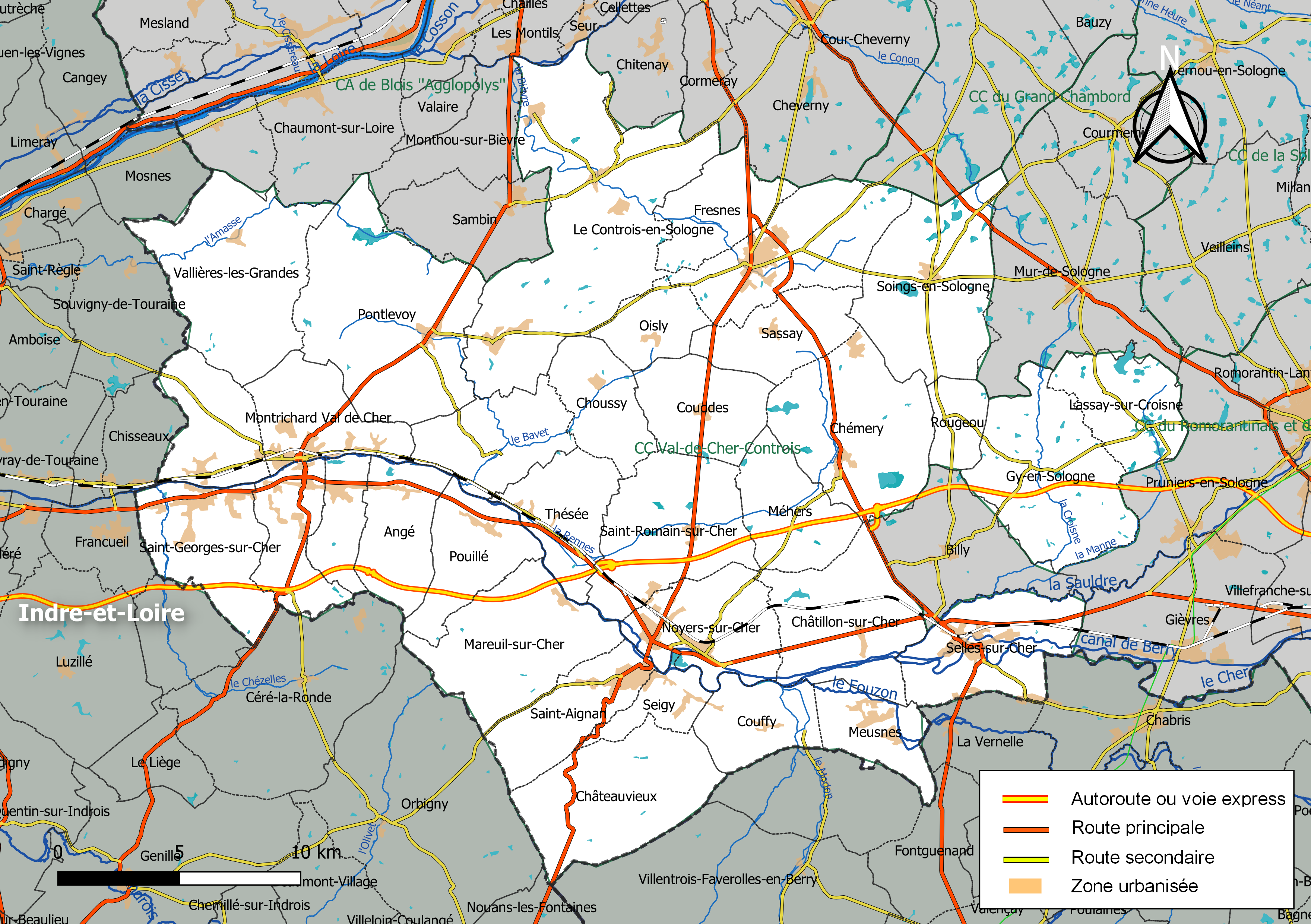
Carte de la communauté de communes Val-de-Cher-Controis au 1er janvier 2019.

### Composition

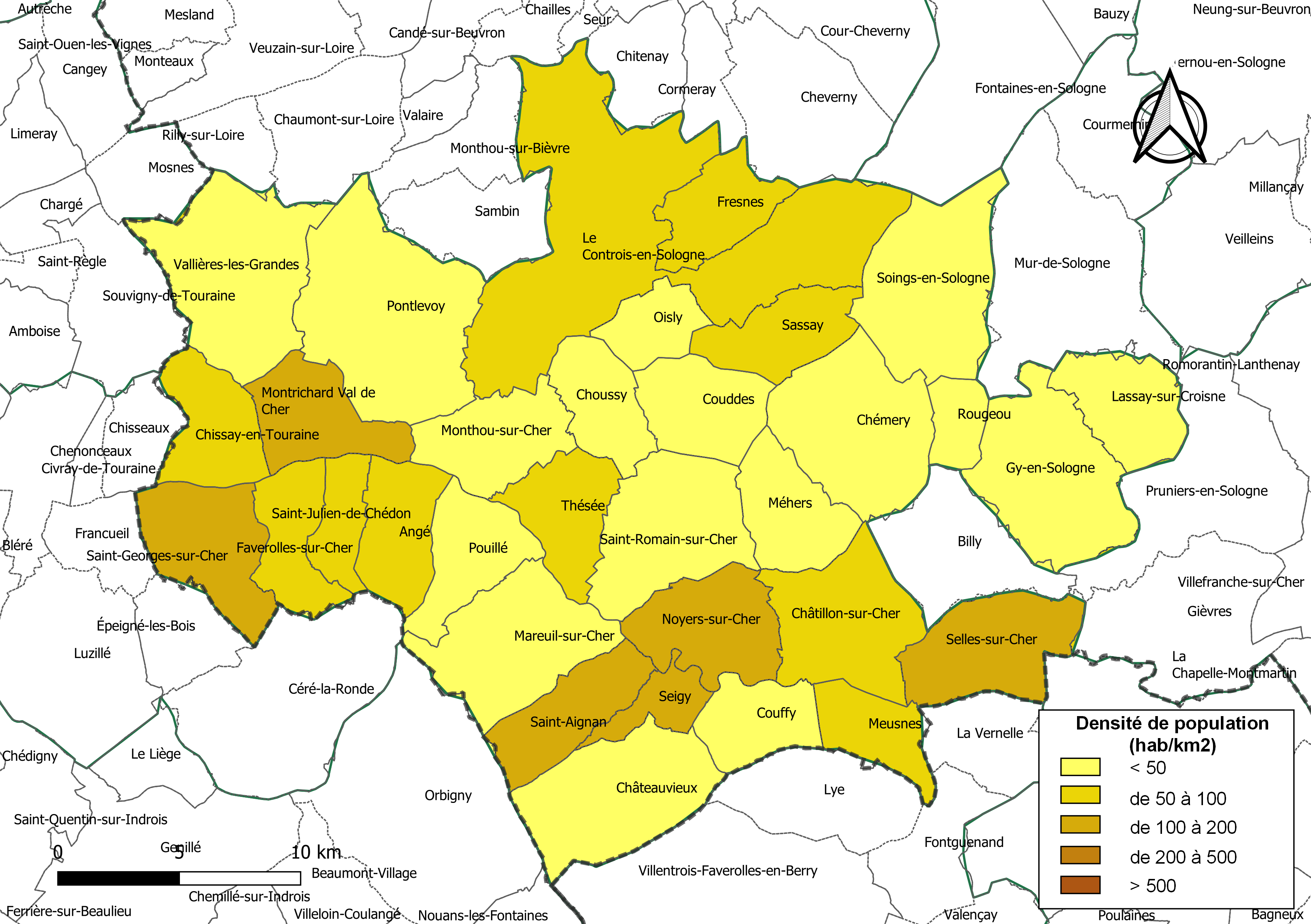
Carte des densités de population (millésimée 2016) des communes de la communauté de communes Val-de-Cher-Controis. Composition en communes au 1er janvier 2019.

La communauté de communes est composée des 33 communes suivantes :

| Nom                            | Code Insee | Gentilé          | Superficie (km2) | Population (dernière pop. légale) | Densité (hab./km2) |
| ------------------------------ | ---------- | ---------------- | ---------------- | --------------------------------- | ------------------ |
| Le Controis-en-Sologne (siège) | 41059      |                  | 100,41           | 6 787 (2022)                      | 68                 |
| Angé                           | 41002      | Angéens          | 17,36            | 801 (2022)                        | 46                 |
| Châteauvieux                   | 41042      | Castelviezins    | 33,48            | 524 (2022)                        | 16                 |
| Châtillon-sur-Cher             | 41043      | Châtillonnais    | 29,66            | 1 661 (2022)                      | 56                 |
| Chémery                        | 41049      | Chémerois        | 34,16            | 944 (2022)                        | 28                 |
| Chissay-en-Touraine            | 41051      | Chisséens        | 18,17            | 1 076 (2022)                      | 59                 |
| Choussy                        | 41054      | Chousséens       | 15,45            | 352 (2022)                        | 23                 |
| Couddes                        | 41062      | Couddois         | 18,64            | 534 (2022)                        | 29                 |
| Couffy                         | 41063      | Couffiois        | 14,92            | 503 (2022)                        | 34                 |
| Faverolles-sur-Cher            | 41080      | Faverollais      | 15,51            | 1 426 (2022)                      | 92                 |
| Fresnes                        | 41094      | Fresnois         | 16,02            | 1 199 (2022)                      | 75                 |
| Gy-en-Sologne                  | 41099      |                  | 35,92            | 496 (2022)                        | 14                 |
| Lassay-sur-Croisne             | 41112      | Lasséens         | 16,92            | 243 (2022)                        | 14                 |
| Mareuil-sur-Cher               | 41126      | Mareuillais      | 31,88            | 1 155 (2022)                      | 36                 |
| Méhers                         | 41132      | Méherois         | 18,27            | 308 (2022)                        | 17                 |
| Meusnes                        | 41139      | Meusnois         | 13,35            | 1 039 (2022)                      | 78                 |
| Monthou-sur-Cher               | 41146      | Montholiens      | 20,16            | 993 (2022)                        | 49                 |
| Montrichard Val de Cher        | 41151      |                  | 19,2             | 3 641 (2022)                      | 190                |
| Noyers-sur-Cher                | 41164      | Nucériens        | 22,74            | 2 654 (2022)                      | 117                |
| Oisly                          | 41166      | Auciliussois     | 10,61            | 390 (2022)                        | 37                 |
| Pontlevoy                      | 41180      | Pontileviens     | 51,12            | 1 537 (2022)                      | 30                 |
| Pouillé                        | 41181      | Pouillassous     | 18,03            | 786 (2022)                        | 44                 |
| Rougeou                        | 41195      |                  | 7,89             | 151 (2022)                        | 19                 |
| Saint-Aignan                   | 41198      | Saint-Aignanais  | 18,48            | 2 826 (2022)                      | 153                |
| Saint-Georges-sur-Cher         | 41211      | Saint-Georgiens  | 23,78            | 2 711 (2022)                      | 114                |
| Saint-Julien-de-Chédon         | 41217      | Saint-Juliennais | 9,87             | 777 (2022)                        | 79                 |
| Saint-Romain-sur-Cher          | 41229      | Saint-Romanais   | 31,17            | 1 458 (2022)                      | 47                 |
| Sassay                         | 41237      | Sassayens        | 16,44            | 1 110 (2022)                      | 68                 |
| Seigy                          | 41239      | Seigyssois       | 8,18             | 982 (2022)                        | 120                |
| Selles-sur-Cher                | 41242      | Sellois          | 25,74            | 4 225 (2022)                      | 164                |
| Soings-en-Sologne              | 41247      | Sotomagiens      | 35,3             | 1 570 (2022)                      | 44                 |
| Thésée                         | 41258      | Théséens         | 17,61            | 1 171 (2022)                      | 66                 |
| Vallières-les-Grandes          | 41267      | Valleriens       | 40,75            | 944 (2022)                        | 23                 |

## Historique
- 1er janvier 2014 : création de la communauté de communes par fusion de la communauté de communes du Controis et de la communauté de communes Val de Cher - Saint-Aignan étendue à quelques communes de la communauté de communes Cher - Sologne.
- 1er janvier 2017 : fusion avec la communauté de communes du Cher à la Loire[4]. La communauté de communes compte alors 37 communes.
- 2019 : création d'une nouvelle commune (Le Controis-en-Sologne, résultant de la fusion des anciennes communes Contres, Feings, Fougères-sur-Bièvre, Ouchamps et Thenay).

## Démographie
La communauté de communes comptait 47 968 habitants (population légale INSEE) au 1er janvier 2014. La densité de population est de 59 hab./km².

## Politique communautaire

### Représentation

#### Présidents de la communauté de communes
| Période      | Période      | Identité         | Étiquette        | Qualité                                                                                               |
| ------------ | ------------ | ---------------- | ---------------- | --- |
| janvier 2017 | octobre 2023 | Jean-Luc Brault  | DVD puis LREM/RE | Maire du Controis-en-Sologne (2019 → 2022) Ancien maire de Contres Sénateur de Loir-et-Cher (2023 → ) |
| octobre 2023 | En cours     | Jacques Paoletti |                  | Maire de Saint-Georges-sur-Cher (2014 → )                                                             |

#### Conseil communautaire
Les 55 délégués sont ainsi répartis selon le droit commun comme suit :
| Nombre de délégués | Communes                                              |
| ------------------ | ----------------------------------------------------- |
| 8                  | Le Controis-en-Sologne                                |
| 5                  | Selles-sur-Cher                                       |
| 4                  | Montrichard Val de Cher                               |
| 3                  | Noyers-sur-Cher, Saint-Aignan, Saint-Georges-sur-Cher |
| 2                  | Châtillon-sur-Cher, Soings-en-Sologne                 |
| 1                  | Les 25 communes restantes                             |

## Pour approfondir

## Sources
- le splaf
- la base aspic